# Даргин
Да́ргин (пол. Dargin, нем. Dargeimer See) — озеро в Польше, на территории Варминьско-Мазурского воеводства. Высота над уровнем моря — 99 м.
Входит в состав Мазурских озёр. Расположено к югу от озера Мамры и к северу от озера Кисайно.
Площадь водного зеркала — 30,3 км², но может колебаться в зависимости от сезона. Размер озера составляет примерно 10,1 на 2,4 километра. Наибольшая глубина 37,6 м.